# Luis García Varas
Luis Francisco García Varas (Cabildo, Región de Valparaíso, Chile, 9 de febrero de 1996) es un futbolista chileno que se desempeña como Defensor y milita en Cobreloa de la Primera B de Chile.

## Trayectoria
Comenzó jugando en el fútbol amateur de su ciudad, siendo además seleccionado regional, reforzando también a la Selección Amateur de Zapallar en un torneo realizado en Concepción donde sería captado por el Santiago Wanderers de Valparaíso pasando a las divisiones inferiores de la institución porteña a los trece años. Pasaría al primer equipo caturro en la Temporada 2015/16 siendo parte de la pretemporada del club para luego debutar en el empate de su escuadra frente a Unión La Calera, en un encuentro válido por la Copa Chile 2015.
Luego de su debut comenzaría a tomar protagonismo como titular en el Apertura 2015, la Copa Chile y la Copa Sudamericana 2015, primero jugando como defensa para luego pasar a ser mediocampista siendo una de las figuras de su equipo en el Clausura 2016 de la mano de Alfredo Arias. Anotaría su primer gol como profesional ante la Universidad Católica durante el Apertura 2016, conversión que significaría el triunfo de equipo por dos a uno, además en aquel semestre jugaría todos los partidos que disputarían los porteños.
El siguiente año mantendría su buen nivel por los caturros siendo titular en la obtención de la Copa Chile 2017 por parte de su equipo pero también sería parte del descenso que viviría su equipo al final de la temporada. Para 2018 se mantendría en Santiago Wanderers jugando en la Primera B y volviendo a disputar una copa internacional, esta vez la Copa Libertadores donde su equipo quedaría eliminado en tercera fase por Independiente Santa Fe.

## Selección nacional
A mediados de 2017 sería convocado para un combinado Sub-21, pensado como proyección del equipo adulto, para disputar un partido amistoso frente a Francia ingresando al minuto 70 por Sebastián Díaz durante el encuentro que terminaría empatado a un gol.

## Estadísticas

### Clubes
| Club                       | Div.          | Temporada     | Liga  | Liga  | Copas nacionales | Copas nacionales | Torneos internacionales | Torneos internacionales | Total | Total |
| Club                       | Div.          | Temporada     | Part. | Goles | Part.            | Goles            | Part.                   | Goles                   | Part. | Goles |
| -------------------------- | ------------- | ------------- | ----- | ----- | ---------------- | ---------------- | ----------------------- | ----------------------- | ----- | ----- |
| Santiago Wanderers · Chile | 1ª            | 2015-16       | 25    | 0     | 4                | 0                | 2                       | 0                       | 33    | 0     |
| Santiago Wanderers · Chile | 1ª            | 2016-17       | 27    | 3     | 2                | 0                | —                       | —                       | 29    | 3     |
| Santiago Wanderers · Chile | 1ª            | 2017          | 17    | 0     | 6                | 0                | —                       | —                       | 23    | 0     |
| Santiago Wanderers · Chile | 2ª            | 2018          | 1     | 1     | 5                | 1                | 4                       | 0                       | 29    | 2     |
| Santiago Wanderers · Chile | 2ª            | 2019          | 20    | 1     | —                | —                | —                       | —                       | 17    | 1     |
| Santiago Wanderers · Chile | 1ª            | 2020          | 25    | 0     | —                | —                | —                       | —                       | 25    | 0     |
| Santiago Wanderers · Chile | 1ª            | 2021          | 30    | 2     | 0                | 0                | —                       | —                       | 0     | 0     |
| Santiago Wanderers · Chile | 2ª            | 2022          | 23    | 0     | 5                | 1                | —                       | —                       | 0     | 0     |
| Santiago Wanderers · Chile | Total club    | Total club    | 168   | 7     | 22               | 2                | 6                       | 0                       | 196   | 9     |
| Cobreloa · Chile           | 2.ª           | 2023          | 0     | 0     | —                | —                | —                       | —                       | 0     | 0     |
| Cobreloa · Chile           | 1.ª           | 2024          | 0     | 0     | —                | —                | —                       | —                       | 0     | 0     |
| Cobreloa · Chile           | Total club    | Total club    | 0     | 0     | 0                | 0                | 0                       | 0                       | 0     | 0     |
| Total carrera              | Total carrera | Total carrera | 168   | 7     | 22               | 2                | 6                       | 0                       | 196   | 9     |
| 1. 2. 3.                   |               |               |       |       |                  |                  |                         |                         |       |       |

### Resumen estadístico
| Competición               | Partidos | Goles |
| ------------------------- | -------- | ----- |
| Primera División de Chile | 124      | 5     |
| Primera B de Chile        | 44       | 2     |
| Copa Chile                | 21       | 2     |
| Supercopa de Chile        | 1        | 0     |
| Copa Sudamericana         | 2        | 0     |
| Copa Libertadores         | 4        | 0     |
| Total                     | 196      | 9     |

## Palmarés

### Títulos nacionales
| Título     | Equipo             | País  | Año  |
| ---------- | ------------------ | ----- | ---- |
| Copa Chile | Santiago Wanderers | Chile | 2017 |
| Primera B  | Santiago Wanderers | Chile | 2019 |
| Primera B  | Cobreloa           | Chile | 2023 |

### Distinciones individuales
| Distinción                 | Año  |
| -------------------------- | ---- |
| Medalla Cruce de Los Andes | 2017 |